# Balder (berg- och dalbana)
För andra betydelser, se Balder (olika betydelser).
Balder är en berg- och dalbana i nöjesparken Liseberg i Göteborg. Den invigdes 2003 och är en av Nordens största berg- och dalbanor i trä.
Efter 120 åkdagar, den 27 augusti 2003, hade 1 miljon personer åkt med Balder. Berg- och dalbanan kostade drygt 100 miljoner kronor och var den dittills största enskilda attraktionsinvesteringen i Lisebergs historia. När berg- och dalbanan Helix invigdes april 2014 tog den över förstaplatsen som den dyraste investeringen, med en kostnad på närmare 240 miljoner kronor. 2022 byts alla träbrädorna ut på Balder då flera stycken drabbats av rötskador för en kostnad på omkring 30 miljoner kronor. Tre veckor innan säsongspremiären meddelade Liseberg att Balder inte skulle öppna förrän senare under säsongen och man istället öppnat attraktionen AtmosFear VR. Balder öppnades igen den 7 oktober i samband med premiären för årets säsong av Halloween på Liseberg.

## Namn
Attraktionen är namngiven efter Balders hage, en hästhage som tidigare låg på platsen för berg- och dalbanan. I Balders hage skall fotbollslaget och idrottsföreningen Örgryte IS ha bildats 1887. Därför är berg- och dalbanans ena tåg rött och det andra blått, Örgrytes färger. Balders hage är i sin tur namngiven efter den fornnordiska guden Balder som var son till Oden och Frigg.

## Åktursbeskrivning
Åkturen börjar med att tåget dras upp för en brant backe med ett kedjelyft. Sedan svänger vagnen cirka 30 grader åt höger och ner för en liten backe och sedan ner i en 70-gradersbacke. Efter att ha åkt ner för denna bär det uppför igen, över första krönet upplever passagerarna mycket "lufttid", det vill säga flygkänsla. Efter krönet lutar det neråt igen och tåget slungas in i en 180 graders sväng åt höger, vilken leder in i ett nytt krön med lufttid. Fortsättningen av banan är mycket snabb utan höga backar, rälsen ligger hela tiden nära marken. Avslutningsvis åker man över tre krön där attraktionskameran är placerad. Vagnarna bromsas in relativt lugnt och tåget återvänder till stationen. Banan är byggd som en åtta med tre våningsplan.

## Säkerhet
Varje sittplats i tågen är försedd med säkerhetsbälte och en säkerhetsbygel. Enbart ett tåg får vara i banan åt gången; medan det ena tåget åker runt fylls det andra på med passagerare. Delar av banan övervakas med interna kameror.

## Utmärkelser och priser
Balder har vunnit pris för bästa berg- och dalbana i trä hela tre gånger.
2003 och 2005 utsågs Balder till världens bästa berg- och dalbana i trä efter omröstningar på internet bland 265 av världens mest rutinerade åkare. Många av bedömarna ingår i grupper som åker jorden runt för att uppleva olika berg- och dalbanor. I genomsnitt har dessa entusiaster åkt cirka 50 olika träbanor. År 2003 fick Balder 20 av de 265 rösterna.
2013 vann Balder European Star Awards pris för Europas bästa berg- och dalbana i trä. Priset delas ut av branschtidningen Kirmes Park Revue.